# Team Ico
Il Team Ico, spesso stilizzato in Team ICO, è stato un'azienda giapponese dedita allo sviluppo di videogiochi, fondata dall'autore Fumito Ueda nel 1997.
Facente parte del 1° dipartimento di sviluppo del SCE Japan Studio, il Team Ico aveva creato i videogiochi ICO, Shadow of the Colossus e The Last Guardian, tutti in esclusiva Sony (i primi due per PlayStation 2, il terzo per PlayStation 4).
I loro giochi erano caratterizzati da un cast molto scarno, ma affascinante; una trama minimale, ma solida; un uso delle luci mirato a creare atmosfere soffuse e sognanti, un gameplay particolare, un uso sapiente della colonna sonora e dei suoni di ambiente, linguaggi parlati inventati, uno stile artistico caratteristico e un'animazione molto curata.
I loro giochi sono spesso citati come esempi di arte videoludica.

## Giochi
| Titolo                                   | Pubblicazione     | Piattaforma   | Note                                       |
| ---------------------------------------- | ----------------- | ------------- | ------------------------------------------ |
| ICO                                      | 24 settembre 2001 | PlayStation 2 |                                            |
| Shadow of the Colossus                   | 18 ottobre 2005   | PlayStation 2 |                                            |
| ICO & Shadow of the Colossus Classics HD | 22 settembre 2011 | PlayStation 3 | Riedizione di ICO e Shadow of the Colossus |
| The Last Guardian                        | 6 dicembre 2016   | PlayStation 4 |                                            |
| Shadow of the Colossus                   | 7 febbraio 2018   | Playstation 4 | Remake di Shadow of the Colossus (PS2)     |